# Millport (North Ayrshire)
Millport es una localidad situada en el municipio de Isla de Cumbrae, en North Ayrshire, Escocia (Reino Unido). Tiene una población estimada, a mediados de 2020, de 1170 habitantes.
Está ubicada en la isla Great Cumbrae, en la costa del fiordo de Clyde (canal del Norte), al noroeste de la ciudad de Glasgow.
Debido a su pequeño tamaño, la isla y la localidad frecuentemente están unidos en la mente de visitantes y residentes, y a Cumbrae a menudo se la conoce como Millport.
Según el sitio web de venta de propiedades Rightmove, la localidad ocupó el octavo puesto entre los lugares más buscados en 2021, debido a la pandemia originada por el COVID-19, que llevó a millones de británicos a buscar un lugar más aislado para vivir.